# Manny (Ice Age)
Manfred "Manny" es un mamut lanudo, en todas las películas de Ice Age. Su personalidad se muestra distante y gruñona, pero por lo demás es cariñosa y valiente. En la primera película, mientras pasa a través de la cueva helada, la manada descubre pinturas rupestres de Manny con su esposa e hijo, quienes fueron asesinados por humanos; este es un momento muy sentimental para Manny, ya que no los protegió. Manny encuentra el amor con Ellie en "Ice Age: The Meltdown". En "Ice Age: Dawn of the Dinosaurs", él está ansioso cuando Ellie está embarazada. Al final de la película, se convierte en el orgulloso padre de una hija llamada Morita (Melocotón en España). En "Ice Age: Continental Drift", se mete en una discusión con su hija adolescente antes de ser arrastrado por la deriva con Diego, Sid y Granny. Más tarde, él y el equipo se encuentran con un grupo de piratas liderados por el Capitán Tripa. Cuando el equipo escapó, destruyeron el barco y se llevaron a Shira con ellos. Esto hace que el Capitán se enfurezca y los persigue. Más tarde, es casi manipulado por sirenas.
Una mordaza para Manny, que se muestra en cuatro de las cinco películas, es que si un cierto personaje se refiriera a él como gordo, a menudo lo negaría, diciendo que "su pelo es lo que lo hace lucir grande" y que "es esponjoso".
- Datos: Q3844472
- Multimedia: Manny (Ice Age) / Q3844472